# Frangipane (famiglia)

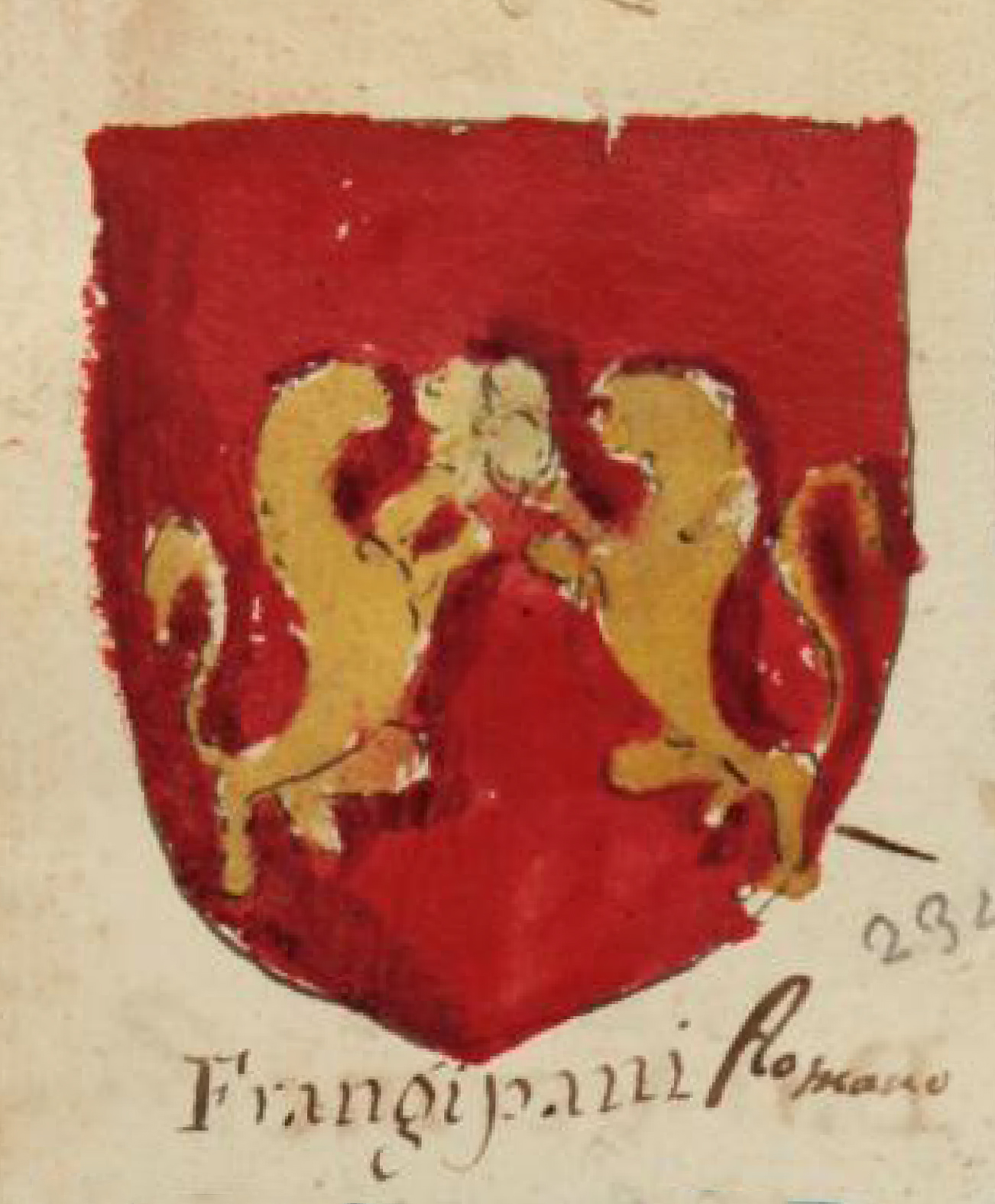
Stemma di Casa Frangipane

Frangipane o Frangipani è il nome gentilizio di una nobile e potente famiglia romana, citata almeno dall'XI secolo. Una leggenda vuole che la famiglia discenda dalla romana gens Anicia.
Mario Frangipane, ultimo discendente della casata romana deceduto nel 1654 senza eredi, designò con fidecommesso, quali propri successori legittimi, i membri sia della nobile famiglia Frangipani di Dalmazia, in seguito nota con il cognome Frankopan, dedotta da una relazione di parentela fondata su una concessione loro fatta da papa Martino V con bolla pontificia del 1425, sia i membri della nobile famiglia Frangipani del Friuli. Sebbene i Frangipani croati si ritenessero imparentati coi Frangipane romani, all'epoca era comune il tentativo delle famiglie nobili europee di pretendere ascendenti della Roma imperiale. I Frangipani croati si estinsero, in linea maschile, nel 1671 con la morte di Fran Krsto Frankopan (in italiano chiamato anche Francesco Cristoforo Frangipani), decapitato nella città della bassa Austria di Wiener Neustadt per ordine dell'imperatore d'Austria Leopoldo I, in quanto scoperto insieme ai conti Zrinski e ad altri nobili a capo di una cospirazione volta a trasferire la sovranità del Regno d'Ungheria in favore del Sultano Turco. Ai Frankopan subentrò, per linea femminile, il ramo dei Conti Frangipani (Frankopan) Gliubavaz Detrico, in seguito estintosi nella famiglia dei Conti di Vergada ovvero Conti Damiani di Vergada Gliubavaz Frangipani (Frankopan) Detrico. Il 12 luglio 1805 vennero definiti infine con bolla papale, quali successori legittimi di Mario Frangipane, i membri della famiglia Frangipane del Friuli. È presente altresì in Italia un ramo detto dei Frangipani-Allegretti Duchi di Mirabello, i quali furono riconosciuti consanguinei dei Frangipani di Dalmazia da una sentenza della Camera Apostolica del 1652. I fratelli Francesco Maria e Carlo nello stesso anno furono ascritti al Patriziato Romano con decreto del Senato Romano.

## Origini
Ricostruzioni leggendarie citano come primo Frangipane un tale Flavio Anicia. Fu un ricco mercante che, nel 717, durante una carestia che colpì Roma in seguito ad un'alluvione del Tevere, passando per le vie dell'Urbe con una barca, distribuì pane ai bisognosi. Questi gridavano, "Frange nobis panem" (Spezza il pane per noi): da qui "frangere / panem" (spezzare il pane), grida che avrebbe dato origine al cognome.

## Suddivisione in tre rami principali
La famiglia probabilmente continuò con Petrus Frajapane de Imperato o Imperator, che, a metà del X secolo, venne descritto ex plebe, padre di Giovanni Sardo de Imperato e nonno di Cencio, nato intorno al quarto decennio del XI secolo, console romano. La famiglia poi si divise nei rami principali dei de Septizonius, dei de Chartularia e dei de Gradellis di Trastevere.

### Primo ramo, i De Septizonius
Il primo ramo, i De Septizonius si insediarono a Roma nell'area del Circo Massimo, nel Settizonio, antico ninfeo monumentale eretto al tempo di Settimio Severo, arricchendolo di una torre che tuttora si eleva al lato del circo. Nel 1241 questo edificio fu il luogo dove si tenne il primo conclave per l'elezione pontificia, ma fu rasa al suolo nel XVI secolo. Il ramo del Settizonio si estinse nel 1266, con Pietro e Filippa, dando origine ad una controversia per il possesso dell'eredità dei Frangipane.

### Secondo ramo, i De Chartularia
Il secondo ramo, i De Chartularia, si stanziarono nei pressi della Torre Chartularia presso l'Arco di Tito, così chiamata perché situata ove si trovava il Chartularium, o Archivio dell'Impero.

### Terzo ramo, i De Gradellis
Infine, il terzo ramo, i De Gradellis, si insediarono presso il rione Trastevere in Roma.

### Opere
Durante questo periodo i Frangipane fortificarono il Colosseo trasformandolo in una loro postazione militare, tanto che il Papa li infeudò. Tra gli altri luoghi noti in Roma appartenenti alla famiglia Frangipane, si annoverano "la Torre Chartularia", oggi non più esistente, antica fortificazione originariamente utilizzata come archivio, nonché la Torre dei Frangipane, detta anche della Scimmia, sita a Roma in via dei Portoghesi. Secondo un'antica leggenda, in questa torre viveva una scimmia di nome Hilda. Un giorno Hilda rapì, passando dalla finestra, il figlio neonato del padrone di casa e lo condusse alla sommità della torre; il padre allora, dopo essersi raccomandato alla Vergine, fece il consueto fischio di richiamo all'animale che, calandosi lungo il pluviale e stringendo a sé il bambino, lo riportò incolume a casa. Da allora il padrone di casa volle che dinnanzi alla statua della Vergine posta sulla sommità della torre sempre ardesse una lampada.
La famiglia infine era proprietaria di un'importante villa, conosciuta poi come Villa Strozzi, situata sul Viminale e rasa al suolo in occasione della costruzione del Teatro Costanzi, ora Teatro dell'Opera, dopo essere stata acquistata per scopi speculativi da monsignor Francesco Saverio de Mérode.
Le Croniche Sublacensi dell'abbazia di Subiaco testimoniano che i Frangipane ampliarono i loro domini imparentandosi con i Conti di Tuscolo, ma gli storici dubitano della veridicità dei passi delle Croniche e ipotizzano che i Frangipane abbiano esteso almeno parte del loro dominio, come nell'area di Marino, occupando terre e possedimenti ecclesiastici. Storica è la rivalità dei Frangipani con la famiglia Pierleoni risalente al XII secolo, considerata tra le cause principali che condussero allo scisma nella doppia elezione pontificia del 1130.

## I Frangipane e il papato
Nel corso di tutto il Medioevo, importante fu il ruolo e l'influenza della famiglia Frangipane nell'elezione dei papi in Roma e persino scandalosa fu la condotta di alcuni suoi membri in occasione dell'elezione dei pontefici sostenuta da fazioni concorrenti. In particolare durante la notte di Natale del 1075, mentre in Santa Maria Maggiore papa Gregorio VII (1073-1085) celebrava la santa Messa, Cencio Frangipane, probabilmente istigato da Guiberto arcivescovo di Ravenna aspirante al papato, irruppe in chiesa con un manipolo dei suoi e afferrato e malmenato il Papa lo rinchiuse in una delle sue torri. Il giorno seguente i sostenitori del Pontefice, sollevando il popolo, corsero alla torre di Cencio Frangipane, e, se non fosse stato per il papa a salvargli la vita, la furia popolare lo avrebbe fatto a pezzi. Liberato, Gregorio VII tornò in chiesa e lì dove l'aveva interrotta riprese la santa Messa.
Tale condotta si ripeté, quasi un secolo dopo nel 1119, quando Cencio II Frangipane, parteggiando per un altro candidato al Soglio pontificio e venuto a conoscenza dell'elezione di Giovanni di Gaeta, monaco cassinese a pontefice con il nome di Gelasio II, corse in Laterano con le sue milizie e, afferrato il vecchio papa sull'altare, lo trasse a pugni fuori dalla chiesa e lo gettò malconcio in prigione. Alla notizia di quanto accaduto i rioni di Roma si sollevarono ancora una volta e in armi costrinsero Cencio Frangipane a rilasciare il pontefice, il quale generosamente gli accordò il perdono. Gelasio, tratto trionfalmente in Laterano dalla folla acclamante, fu consacrato pontefice massimo.
I Frangipane romani non assunsero sempre un atteggiamento ostile nei confronti del papato romano, poiché nelle lotte che videro contrapporsi l'imperatore Federico Barbarossa alla Chiesa essi sostennero quest'ultima. Infatti, quando il Conclave del 1159 si concluse con una doppia elezione (il 7 settembre 1159 i cardinali elessero il senese Rolando Bandinelli con il nome di Alessandro III, ma una minoranza che parteggiava per l'imperatore elesse il cardinale Ottaviano dei Crescenzi Ottaviani che divenne l'antipapa Vittore IV), i Frangipane si schierarono in difesa del papa legittimo contro l'Imperatore. In quel frangente, rimanendo Alessandro III prigioniero dei senatori romani asserviti ad Ottone, conte palatino e il vicario del Barbarossa nell'Urbe, il popolo romano si sollevò in tumulto chiedendo che Papa Alessandro III venisse liberato. Ettore Frangipane, insieme ad altri maggiorenti della città, messosi a capo della fazione sostenitrice di Alessandro, lo liberò dalle mani dei senatori e lo fece allontanare da Roma assicurandogli la salvezza e il definitivo governo della Chiesa. Altra esponente della famiglia che si contrappose a Federico Barbarossa fu Aldruda Frangipane, contessa di Bertinoro, figura eccezionale nel panorama dell'aristocrazia italiana del XII secolo, protagonista, nel 1173, della liberazione di Ancona dall'assedio condotto dall'esercito imperiale agli ordini di Cristiano di Magonza.
Ma i Frangipane si macchiarono anche d'ignominia in seguito ad azioni riprovevoli, allorché nel 1268, Giovanni Frangipane signore di Astura, tradì Corradino di Svevia, il quale, sconfitto nella Battaglia di Tagliacozzo, gli chiese riparo e protezione per tornare sano e salvo in Germania e preparare una nuova offensiva contro gli Angiò. Il Frangipane, sperando di ottenere onori e privilegi da Carlo I nuovo re di Sicilia, consegnò Corradino in mano ai suoi nemici che lo fecero decapitare a Napoli in piazza del Mercato. In seguito la flotta siciliana, al comando di Bernardo Sarriano, fedele agli Svevi, per vendicare il tradimento del 1268, occupò il castello di Astura distruggendolo e uccidendo Michele figlio di Giovanni Frangipane. I resti di un castello dei Frangipane sono ancora oggi visibili, anche se in stato di abbandono, in località Fossignano.

## I Frangipani e Dante Alighieri
Il Boccaccio fa discendere Dante Alighieri dalla famiglia romana dei Frangipani; così infatti nel Trattatello in laude di Dante è narrata la presunta riedificazione di Firenze ai tempi di Carlo Magno: «infra gli altri novelli abitatori, forse ordinatore della riedificazione, partitore delle abitazioni e delle strade e datore al nuovo popolo delle leggi opportune ([...]) venne da Roma uno nobilissimo giovane per ischiatta de' Frangiapani e nominato da tutti Eliseo; il quale per avventura (...) in quella divenne perpetuo cittadino, e dietro a sé di figliuoli e di discendenti lasciò non picciola né poco laudevole schiatta: li quali (...) per soprannome presero il nome di colui che quivi loro aveva dato cominciamento, e tutti insieme si chiamar gli Elisei. De' quali di tempo in tempo, e d'uno in altro discendendo, tra gli altri nacque e visse uno cavaliere per arme e per senno ragguardevole e valoroso, il cui nome fu Cacciaguida (...)». La critica moderna espresse un giudizio in merito a tale racconto; tuttavia considera che, se non mancano nell'operetta notizie autentiche, è innegabile l'impulso encomiastico, sì che la figura di Dante Alighieri appare circonfusa da un alone di leggenda; inoltre la tendenza ad attribuire illustri antenati doveva essere ben radicata nel Boccaccio, se è vero che anche Fiammetta viene fatta discendere dai "Fresapane" o dagli "Annibali". Tuttavia Dante Alighieri stesso rivendica attraverso le parole di Brunetto Latini un'ascendenza romana (Divina Commedia, Inferno, XV 73-78); sarebbe stato infatti il rampollo di una di quelle famiglie romane che, insieme ad altre famiglie fiesolane, fondarono Firenze dopo la distruzione di Fiesole da parte di Giulio Cesare «...ma questa è cosa molto incerta, e secondo mio parere niente altro è che indovinare», come si esprimeva il Bruni nella sua Vita di Dante.
Delle due tradizioni, quella riportata da Dante Alighieri e quella riportata da Giovanni Boccaccio, l'ultima potrebbe trarre una certa conferma dalle parole di Cacciaguida: «Moronto fu mio frate ed Eliseo» (Divina Commedia, Paradiso, XV 136); alcuni interpretano che Cacciaguida avesse due fratelli: Moronto ed Eliseo; altri che Cacciaguida faccia riferimento a un solo fratello: Moronto di nome, Elisei di cognome; quest'ipotesi, alquanto suggestiva, permette di credere che anche il trisavolo di Dante fosse un Elisei. Resterebbe ora da documentare se gli Elisei discendevano effettivamente dai Frangipani: se così fosse, la leggenda del Giovanni Boccaccio diventerebbe notizia storica.

## Personalità religiose
Tra gli appartenenti alla famiglia Frangipani di rilievo, si annoverano la terziaria francescana Jacopa de' Settesoli madre di Giovanni Frangipani residente a Roma presso il Settizonio e perciò detta dei Settesoli, la quale ospitò San Francesco probabilmente nella torre del Circo Massimo. Il santo la chiamava Frate Jacopa, a causa del suo carattere virile. Jacopa morì ad Assisi, dove lo stesso Francesco aveva desiderato chiamarla prima della sua morte. Fu sepolta vicino al santo, sulla sua tomba si legge la seguente epigrafe: "Hic requiescit Jacoba, sancta nobilisque romana".
Un altro membro della famiglia è Ottone Frangipane anche Oddone (Roma, 1040 – Ariano, 23 marzo 1127) notabile religioso italiano, venerato come santo dalla Chiesa cattolica, da non confondere con un altro Ottone, che ricevette nel 1197, dalla regina di Sicilia, Costanza d'Altavilla, il titolo di principe di Taranto nel 1197.
Altra esponente religiosa è Restituta di Sora (Roma, .. – Sora, 275) secondo la tradizione nobile romana, torturata e decapitata presso il Carnarium, l'attuale Carnello di Sora e venerata dalla Chiesa cattolica come santa e martire.
Tra i casati delle religiose del monastero dei Santi Domenico e Sisto nel quale, per decreto di papa Onorio III, per essere ammesse si doveva appartenere alla nobiltà romana o eccezionalmente a quella forestiera, compare quello dei Frangipani.

## Gli ultimi discendenti e le relazioni di parentela
A Roma i Frangipane continuarono nel ramo dei marchesi di Nemi. Questa famiglia possedeva un palazzo, accanto a quello dei Torlonia, situato nell'attuale area di Piazza Venezia, ma venne demolito insieme al palazzo Torlonia fra la fine dell'Ottocento e gli inizi del Novecento in occasione dei lavori di sistemazione dell'area attorno all'Altare della Patria. Alla famiglia apparteneva anche una cappella gentilizia nella chiesa di San Marcello al Corso: la cappella Frangipane si trova ancora oggi nella navata sinistra della chiesa ed è ornata da due busti di membri della famiglia eseguiti da Alessandro Algardi. Altre tombe gentilizie furono rinvenute nei pressi del transetto della chiesa di Santa Maria sopra Minerva.
Gli ultimi discendenti della famiglia Frangipani sono per l'appunto sepolti presso la chiesa di San Marcello al Corso in via del Corso a Roma, nella cappella di famiglia situata a metà della navata di sinistra, ov'è ben visibile lo stemma originario del casato Frangipane di Roma: su fondo rosso due leoni d'oro affrontati e controrampanti tenenti quattro pani rotondi d'oro tra le branche.
Papa Benedetto XIV il 4 gennaio 1746, con la bolla Urbem Romam, fece compilare e depositare presso il Campidoglio un registro contenente i cognomi di 180 famiglie, i cui antenati avevano ricoperto le importanti cariche di Conservatore del Campidoglio o di Priore dei Caporioni, la cui discendenza doveva formare il ceto dei cittadini romani nobili. Tra queste famiglie il Papa ne scelse poi 60, considerate tra le più illustri ed antiche, destinate a formare, sotto il titolo di nobili coscritti romani, il patriziato romano, ovvero il primo rango di nobiltà della città eterna: i Frangipani erano tra queste famiglie elette.
Pompeo Frangipane venne infatti ascritto alla nobiltà romana con la bolla Urbem Romam del 1746, suo figlio Antigono Frangipane venne ascritto alla nobiltà romana con senato consulto per la morte del padre avvenuta il 2 novembre 1763, mentre Pietro Frangipane figlio di Antigono in seguito alla morte del padre avvenuta il 18 novembre 1786 venne ascritto a tale rango nobiliare con senatoconsulto del 23 settembre 1788 in seguito morendo senza prole il 19 ottobre 1802.
L'ultimo marchese Frangipane di Nemi, Mario, morì nel 1654 senza eredi legittimi diretti istituendo un fidecommisso in favore dei suoi parenti più stretti originati dal medesimo ramo romano, ovvero in favore dei conti Frangipani (Frankopan) croati, e, qualora questo si fosse estinto per linea maschile, in favore del ramo dei conti Frangipane del Friuli. Con la morte del suddetto marchese Mario subentrarono, quindi, nel fidecommisso i Frankopan croati, ereditando i suoi beni e il titolo marchionale. Il titolo passò al Conte Francesco Cristoforo (Fran Krsto Frankopan) il quale, accusato di aver partecipato alla presunta congiura contro l'Imperatore Leopoldo I, fu processato e decapitato nel 1671. Alla morte di quest'ultimo, avvenuta senza eredi diretti in linea maschile, sebbene ancora esistente in Croazia un ramo dei conti Frangipani confluito per linea femminile nella famiglia dei conti Frangipani Gliubavaz Detrico, successivamente divenuto in linea femminile Damiani di Vergada Gliubavaz Frangipani Detrico (Damjanić Vrgadski Frankopan Ljubavac Detrico), subentrò nel fidecommisso il conte Nicolò Frangipane del ramo del Friuli, che il 2 luglio 1805 fu riconosciuto patrizio romano ed inserito tra i nobili coscritti.
Secondo un'antica leggenda di casa Frangipane, durante il XII° secolo tre di quattro fratelli Frangipane avrebbero abbandonato Roma, stanziandosi rispettivamente il primo presso la Repubblica Veneta, il secondo nel Regno di Illiria, oggi territori appartenenti alla Croazia, il terzo in Ungheria. Il quarto sarebbe invece rimasto a Roma, dando seguito alla casata. Da qui le presunte relazioni di parentela dei Frangipane romani con il ramo croato, confluito poi nella famiglia dei conti Damiani di Vergada Gliubavaz Frangipani Detrico e con i conti Frangipane del Friuli in Italia.

## I rami del casato Frangipani di Dalmazia-Croazia-Ungheria e del Friuli

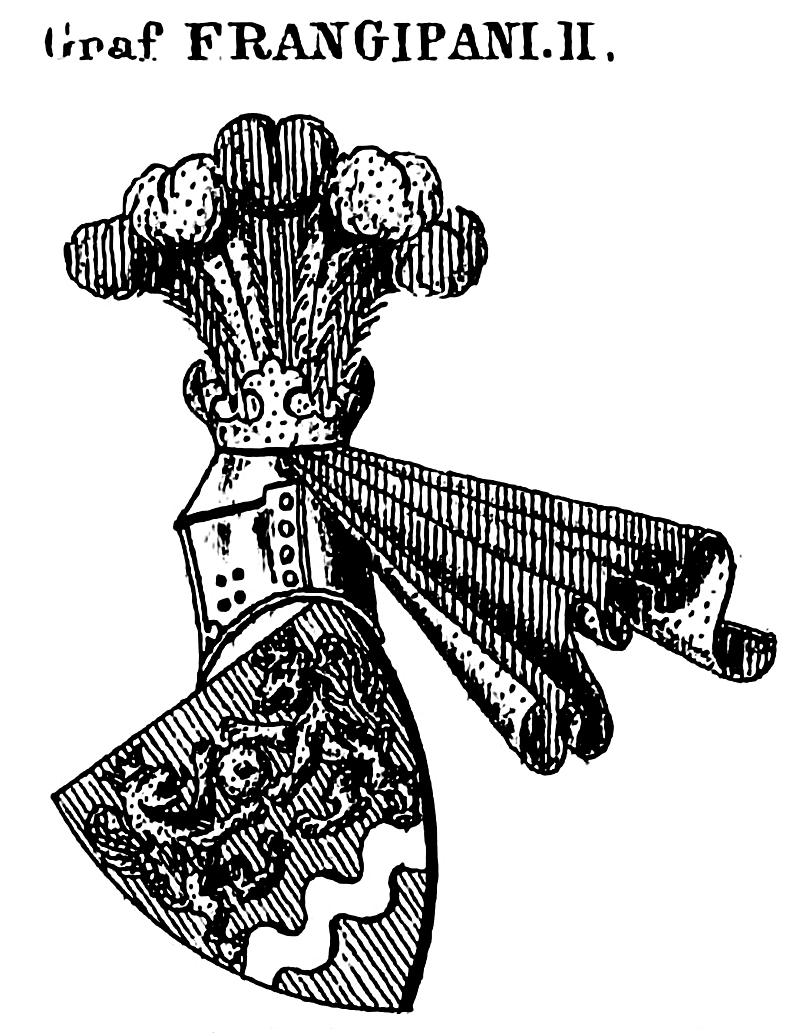
Conti Frangipani (Franchapani) Gliubavaz Detrico estinti nei Conti di Vergada ovvero Conti Damiani di Vergada Gliubavaz Frangipani (Frankopan) Detrico (Damjanić Vrgadski Frankopan Ljubavac Detrico).
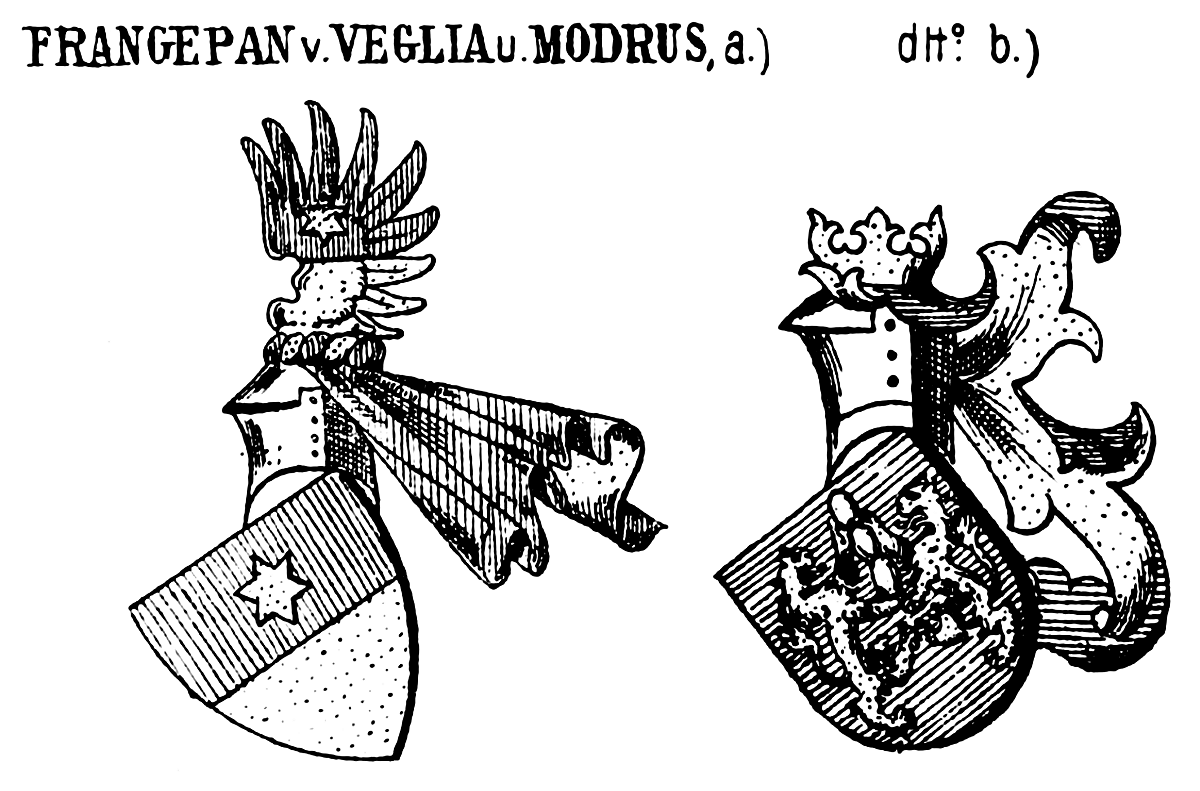
a) e b) Conti Frangépan (Frangipani) estinti nei Conti di Vergada ovvero Conti Damiani di Vergada Gliubavaz Frangipani (Frankopan) Detrico (Damjanić Vrgadski Frankopan Ljubavac Detrico).
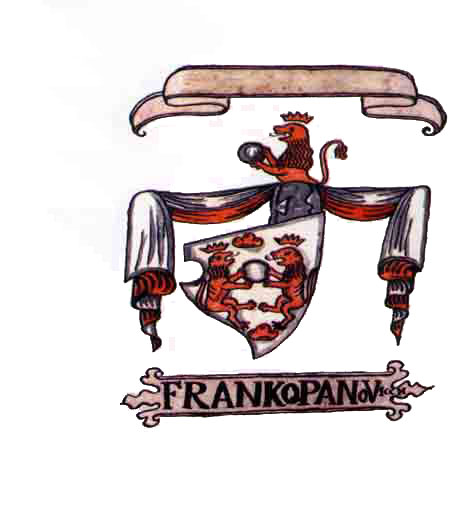
Conti Frankopanovich (Frangipani) estinti nei Conti di Vergada ovvero Conti Damiani di Vergada Gliubavaz Frangipani (Frankopan) Detrico (Damjanić Vrgadski Frankopan Ljubavac Detrico).

Come detto, i Frankopan (Frangipani) croati furono i primi a ereditare il titolo dai Frangipani romani, ma si estinsero nel 1671 in linea maschile con la morte dell'ultimo conte Fran Krsto Frankopan. All'epoca era ancora esistente per linea femminile un ramo dei Frankopan, confluito dapprima nella famiglia Gliubavaz Frangipani Detrico e successicamente nella famiglia dei Conti Damiani di Vergada Gliubavaz Frangipani (Frankopan) Detrico. Il 12 luglio 1805 vennero infine riconosciuti con Bolla Papale successori legittimi dei Frangipane romani i Frangipane del Friuli.
Per completezza occorre dire che ai conti Frankopan di Dalmazia-Croazia e di Ungheria previsse nel XIV° secolo,  poi estinguendosi anch'esso, un ramo Frangipani, Frangipan o Flangipan, Frangapani, Franzapani stanziatosi nella Repubblica Veneta, e che sempre a Venezia si estinse un altro ramo dei Frangipani di Dalmazia-Croazia con Giovanni Frangipani, che nel 1452 consegnò nelle mani della Repubblica Veneta l'isola di Veglia in Dalmazia-Croazia.
Nel Regno d'Illiria, nonostante la decapitazione dell'ultimo discendente maschio del casato, la famiglia Frankopan (Frangipani) risultava ancora esistente per la presenza di un ulteriore ramo collaterale superstite, dapprima confluito per linea femminile attraverso la famiglia Vidali - Slavogosti, discendenti da Slavogost Comites Bribir, nei conti Detrico Frangipani, estinti, successivamente, sempre per linea femminile, in quello dei Conti Gliubavaz Frangipani de Detrico (estinti) e da ultimo sempre per linea femminile nei Conti Damiani di Vergada Gliubavaz Frangipani (Frankopan) de Detrico, oggi fiorenti e presenti in Italia, Croazia, Canada, Bosnia, Serbia, Austria, Montenegro e Stati Uniti d'America. Il ramo superstite dei Frangipani di Dalmazia-Croazia stanziato nel Regno D'Illiria è quello dal quale i conti Detrico de Frangipani (Frankopan) discendono e i cui stemmi i Conti Detrico in epoche risalenti utilizzarono e assunsero come propri a sottolinearne lo stretto collegamento. Si vedano al riguardo, per quanto concerne il legittimo utilizzo durante la prima e la seconda metà del XVIII° secolo del cognome Frangipani insieme a quello Gliubavaz e Detrico, sia la concessione fatta a Gliubavaz Frangipani (Frankopan) Pier Maria di Zara del titolo di cavaliere di grazia dell'Ordine Costantiniano di San Giorgio con decreto del 6 ottobre 1719 per mano del Duca di Parma Francesco Farnese conservata presso l'Archivio dell'Ordine Costantinano di San Giorgio di Parma, sia il volume di Bomman: alla p. 402 si riporta il nominativo del Nobile Co: Alvise Detrico Frangipani, ultimo di questo casato discendente per linea materna da un'appartenente alla famiglia Vidali Slavogost(i). Per la discendenza del casato Slavogost(i) dalla famiglia Subich di Bribir, dalla famiglia Torquatovich (ex genere Gussich), discendente dai conti di Corbavia (ex genere Gussich), nonché dalla famiglia Frangipani di Dalmazia e Croazia, si veda von Rosenfield, p. VII (Slavogost(i)), pp. 74 (Possidaria), 103-104 (Corbavia), 133 (Torquatovich).
Come detto, nel regno di Illiria ai conti Frangipani di Dalmazia-Croazia estinti subentrarono, quale unico, originario e ultimo ramo superstite esistente della casata, i conti Frangipani Gliubavaz Detrico, i quali assunsero quale proprio stemma (su fondo rosso due leoni coronati di colore oro e controrampanti, tenenti fra le branche un pane d'oro, posti sopra una fascia d'argento ondeggiante) una stretta variante dello stemma dei conti Frangipani di Dalmazia Croazia Regno di Illiria, ancora una volta a sottolinearne la colleganza ovvero la discendenza, posto che lo stemma dei Frangipani / Francopanovic / Francopanovich ovvero Frankopanovich / Frankopanovic di Dalmazia Croazia risultava essere su fondo d'argento due leoni di colore rosso coronati, affrontati e controrampanti, tenenti tra branche tre/due pani di color marrone. Si veda anche lo stemma dei Francopanovits ovvero Frankopanovits di Dalmazia-Croazia: su fondo d'argento due leoni di colore rosso coronati, affrontati e controrampanti, tenenti tra la branche due pani di color marrone.
I conti Frangipani (Frankopan) Gliubavaz de Detrico sono divenuti tali per aver il conte Giovanni Maria Gliubavaz contratto legittimo matrimonio in Zara con la contessa Maria Detrico de Frangipani (Frankopan), figlia del nobile conte Alvise Detrico Frangipani (Frankopan), ultima discendente di questi casati posto che il fratello Pietro risultava essere morto senza discendenza maschile o femminile, con assunzione quale proprio stemma, nel rispetto di un'antica tradizione famigliare volta ad affermare la discendenza con la famiglia Frangipani di Dalmazia e Croazia (Regno di Illiria), uno stemma "partito" ovvero diviso in senso verticale in due parti raffigurante: nella prima, su fondo rosso due leoni di oro coronati affrontati e controrampanti, sopra una fascia d'argento ondeggiante (stemma Frangipani); nella seconda, troncato (ovvero a sua volta diviso in senso orizzontale): a) una stella d'oro a otto punte su fondo rosso, b) una fascia di colore oro (stemma Detrico).
Conti Frangipani Gliubavaz (Frankopan) de Detrico successivamente divenuti, per legittimo matrimonio in Zara il 26 agosto 1780, tra il conte Pietro Damiani di Vergada e la Contessa Rosa Maria Gliubavaz Frangipani (Frankopan) de Detrico, ultima discendente di queste tre famiglie, Conti Damiani di Vergada Gliubavaz Frangipani (Frankopan) de Detrico, con acquisizione dei titoli, feudi, patrimoni e diritti tutti di questi casati in ordine ai rispettivi rami di provenienza.
Attualmente Damiani Conti di Vergada o che è lo stesso Conti di Vergada, Conti Damiani di Vergada Gliubavaz Frangipani (Frankopan) Detrico, Damiani di Vergada Franzetti Gliubavaz Frangipani (Frankopan) Detrico, Giocoli Damiani di Vergada, presenti in Italia, Croazia, Canada, Austria, Bosnia, Serbia, Montenegro e Stati Uniti d'America, con utilizzo odierno dei patronimici Conti Damiani (Damianich, Domnanovich, ma anche e originariamente Tihcinovich, Tisinovich, Thicievich, Ticinovi ovvero ancora Kumbrijanovic) di Vergada (De Vergada o Vergada) Gliubavaz (Gliubavac, Liubavaz, Ljubavac, Ljubovac, Ljubowac, etc..) Frangipani (Franchapanis, Flangipane, Fragiapanus, Fragipani, Franchapanibus, Frangapan, Frangapani, Francipani, Frangapanibus, Franghapanibus, Frangjapanibus, Frangapon, Fracapan, Francapanibus, Franzapani, Frangepan, Frangepane, Frangepani, Frangépan, Frandepanibus, Frangiapanibus, Frangipan, Frangipanibus, Frangepanibus, Flangipan, Fragiapanus, Frangiepan, Fragepandi, Freiapane, Fricapane, Fresapane ma anche Francopanovic, Francopanovich, Frankapani, Frankapanibus, Frankopan, Frankopani, Frankopanovic, Frankopanovich, Frangepanich, Francopanovits, Frankopanovits, etc..) de Detrico (Dasacho, Desticho, Destizo, Detrica, Detricho, Detricum, Detrich, Dietrich, Ditricus, Districus, Tetrico, Tetricho, Tetricus, Thedrici, Thetricum, Thetrigi, etc..) ovvero anche Damjanić Vrgadski Frankopan Ljubavac Detrico dei relativi titoli nonché degli stemmi araldici in tutte le loro fogge tanto nelle versioni originarnie e risalenti quanto in quelle successive e più recenti.
Famiglie legittime discendenti da un ramo superstite dei Conti Frangipani (Franchapanis, Flangipane, Fragiapanus, Fragipani, Franchapanibus, Frangapan, Frangapani, Frangapanibus, Frangapon, Fracapan, Francapanibus, Francipani, Franzapani, Frangepan, Frangepani, Frangepane, Frangépan, Frandepanibus, Frangiapanibus, Frangipan, Frangipanibus, Frangepanibus, Flangipan, Fragiapanus, Frangiepan, Fragepandi, Freiapane, Fricapane, Fresapane ma anche Francopanovic, Francopanovich, Frankapani, Frankapanibus, Frankopan, Frankopani, Frankopanovic, Frankopanovich, Frangepanich, Francopanovits, Frankopanovits, etc..) di Dalmazia (Regno d'Illiria) il cui stemma con diploma 2 giugno 1804 in Zara (durante il periodo della dominazione austriaca) e con diploma 19 ottobre 1821 in Vienna (periodo della dominazione austriaca) è inserito in quello dei conti Damiani di Vergada Gliubavaz Frangipani de Detrico, vedasi anche presso l'Archivio Centrale dello Stato italiano, Presidenza Consiglio dei Ministri, Consulta Araldica, nell'elenco compilato da Giovanna Arcangeli sotto la voce "Damiani di Vergada Pietro fu Francesco" con riferimento b. 1738; fasc. 13083. Stemma: Inquartato ovvero diviso in quattro quarti: Nel primo, diviso a metà in senso orizzontale, nella parte alta su fondo rosso una stella d'oro a cinque (otto, sei, quattro) punte, nella parte bassa una fascia d'oro ma anche di colore blu (Detrico); nel secondo, su fondo rosso due leoni d'oro affrontati e controrampanti tenenti un pane d'oro (Frangipani Frankopan Dalmazia); nel terzo su fondo argento il palmo di una mano aperta di colore naturale posta in orizzontale (Gliubavaz); nel quarto su fondo argento una colomba (ma anche un'upupa) di colore bianco, posta su di un monte tenente nel becco un ramoscello di ulivo (Damiani di Vergada), ed attualmente da questi utilizzato nelle versioni più antiche e originarie quanto in quelle più recenti.
Famiglie imparentate con diverse casate dalmate tra cui i Balogh de Galantha (Genus Balogh), a loro volta imparentati con i principi Esterházy di Ungheria, i Palcich nobili di Pago,da Gregorio di Lorenzo Battista da cui discendenti ex foemina sono i conti Rosati di Monteprandone marchesi De Filippis Dèlfico, ma anche, si affermerebbe senza alcuna prova e sulla base di meri indizi araldici, con i Frangipani del Friuli, patrizi romani, marchesi, conti, signori di Tarcento e Castelporpetto, posto che il relativo stemma reca (inquartato nel 1º e 4º di rosso a due leoni affrontati, accompagnato da tre pani rotondi, ordinati in palo, due tra le branche dei leoni ed uno in capo, il tutto d'oro) quello dei Frangipani di Roma per essere a questi legittimamente succeduti in quanto designati eredi da Muzio Frangipane, ultimo di questo casato che riteneva essere ad essi legato da stretti vincoli di parentela oltre che da una leggenda risalente nel tempo.

## Il casato Frangipani (Frankopan) di Dalmazia
La famiglia Frangipani di Dalmazia-Croazia-Ungheria nota sin dal XII secolo viene considerata tra i principali casati aristocratici della Croazia. Oggi risulta ancora esistente un ramo della famiglia Frangipani di Dalmazia-Croazia-Ungheria riconducibile alla famiglia Slavogost(i) ovverosia alle famiglie Slavogostich, Subich, Torquatovich, Kurjakovic, Corbavia, Gussich imparentate con i Frangipani (Frankopanovich) di Dalmazia Croazia, dapprima confluito per linea femminile nei conti Frangipani (Frankopan) Gliubavaz Detrico e successivamente nella famiglia Damiani di Vergada Gliubavaz Frangipani (Frankopan) Detrico.
I Frangipani hanno occupato sotto il profilo storico, politico ed economico un ruolo di rilievo nella storia croata, ungherese e austriaca. La casata di probabili origini teutoniche (germaniche), sebbene alcuni storici gli attribuiscano origini autoctone, originariamente si chiamava “Schinella” o “da Veggia” dal nome del primo feudatario dell'isola di Veglia o dal nome dell'isola in dialetto veneziano, e soltanto nel 1425 ha acquisito il cognome Frangipani in virtù di bolla pontificia concessa da papa Martino V in base a presunte relazioni di parentela con la famiglia Frangipane o Frangipani di Roma.
Sebbene il cognome originario del casato sia Frangipani, nel linguaggio comune e popolare croato è invalso l'uso di riferirsi alla famiglia Frangipani con l'appellativo Franco-pan o Franko-pan da Franko o Franco (libero) ban o pan (signore o bano di Croazia), spesso ingenerando confusione e la falsa attribuzione di un legame tra questo appellativo inteso come casato e la famiglia Frangipani di Dalmazia Croazia che è e rimane nei secoli solo e sempre Frangipani: nei documenti ufficiali conservati presso gli archivi di Stato d'Italia, Austria, Croazia e Ungheria e in altre nazioni ancora, nella letteratura araldica storico-nobiliare ufficiale italiana, croata, ungherese, austriaca e di altre nazioni ancora, esiste unicamente la famiglia Frangipani come da concessione di papa Martino V con bolla del 1425 in Roma (eventualmente appellata in Italia Frangipane, in Croazia Frankopani o Frankapani, in Ungheria Frangépan, nell'antico regno d'Illiria Frankopanovich o Francopanovits, cognomi tutti anche nelle ulteriori varianti comunque riconducibili alla famiglia Frangipani di Croazia e Dalmazia, ed assoggettati alla normativa in tema di tutela del nome secondo le vigenti norme nazionali, internazionali e transnazionali). Occorre inoltre aggiungere che la famiglia Frangipani (Frankopan) di Dalmazia Croazia poté unicamente fregiarsi del titolo comitale, e successivamente di quello marchionale con la morte del marchese Muzio Frangipani di Roma, e mai di quello principesco come talvolta erroneamente attribuito sulla base della confusione del titolo principesco con la carica istituzionale di bano della Croazia, equivalente di reggente rivestita da alcuni suoi membri o con il titolo di Knéz che qui deve intendersi come signore e non come, principe.
Gli stemmi della casata che, come ripetiamo nel corso dei secoli ha assunto originariamente e unicamente il cognome Frangipani eventualmente in Italia Frangipane, in Croazia Frankopani, Frankapani in gergo popolare Frankopan, in Ungheria Frangépan, nell'antico regno d'Illiria Frankopanovich o Francopanovits, cognomi tutti anche nelle ulteriori varianti comunque riconducibili alla famiglia Frangipani di Croazia e Dalmazia, sebbene si siano differenzianti a seconda del ramo di appartenenza per alcuni particolari, risultano tutti riconducibili allo stemma originario di due leoni coronati d'oro contro rampanti tenenti tra le zampe anteriori un pane.
I primi appartenenti al casato vengono citati già a partire dalla fine del XII secolo in numerosi documenti formali sia veneziani che croato-ungheresi: nel 1133 Doimo figlio di Schinella viene investito dell'isola di Veglia in qualità di signore e primo feudatario, mentre a partire dalla prima metà del XIII secolo la famiglia risulta proprietaria di vaste aree poste in terraferma tra cui il Castello di Ribnik nei pressi di Karlovac.
Tra gli episodi più rilevanti riguardanti la famiglia Frangipani di Dalmazia-Croazia-Ungheria vi è quello relativo alla guerra intrapresa dal principe mongolo Dschingis-Khan a capo dei Tartari, i quali avanzando dalla Polonia sull'Ungheria si videro opporre forte e strenua resistenza dall'esercito del Re d'Ungheria Bela IV. Tuttavia quest'ultimo, sconfitto dal nemico, dovette riparare in Dalmazia ove venne protetto, sostenuto con armi e somme esorbitanti di oro dagli appartenenti alla famiglia Frangipani che, riparatolo presso l'isola di Veglia loro feudo avito, lo restituirono incolume al seggio del regno in Ungheria. Il re per questo motivo donò in feudo ai Frangipani la contea di Segna con tutto il suo territorio, la contea di Modrussa con tutte le sue "castella" ed in seguito anche la contea di Vinodol.
Nel corso della seconda metà del XIII secolo i possedimenti dei Frangipani si ampliarono ulteriormente quando, nel 1246, Béla re d'Ungheria nella guerra contro Federico II duca d'Austria, vincitore grazie al sostegno in armi e denaro dei Frangipani, in segno di riconoscenza li nominò con decreto reale per sé e per i loro discendenti signori di ampi territori posti in terraferma.
Tra gli episodi particolari per la fede cristiana cattolica: si è a conoscenza di un Nicola Frangipani del ramo Dalmato-Croato che, il 10 maggio del 1291, presso la Contea di Tersatto, rinvenne e preservò le spoglie della Santa Casa di Nazareth ove la Vergine Maria ricevette l'Annunciazione e vi crebbe Gesù Cristo, inviandola successivamente al Santo Padre il quale diede ordine di conservarla presso il Santuario di Loreto a partire dall'anno 1294.
I Frangipani di Dalmazia Croazia sostennero costantemente la Chiesa cattolica.
Nonostante i possedimenti della famiglia Frangipani fossero esposti a continui conflitti in quanto posti in zone situate sia ad est sia ad ovest dei confini croati, il potere della casata si è costantemente accresciuto nel corso dei secoli, raggiungendo il suo apogeo nel corso del XVII secolo, grazie anche alla politica matrimoniale intrapresa dalla casata, che l'ha vista imparentata con le più importanti famiglie croate, prima fra tutte quella degli Zriny (Subich).
Nel 1425 l'imperatore Sigismondo ha confermato il titolo comitale a Nicola Frangipani ed ai suoi discendenti, concedendogli il privilegio di utilizzare i sigilli in cera rossa “Rotwachsprivilegien”, in italiano, "Privilegi della cera rossa", in uso esclusivamente riservato alle famiglie di alto lignaggio. La nonna paterna di Bernardino Frangipani (1453-1529), Dorotea, apparteneva alla nobile famiglia ungherese dei Garay, mentre la madre Isotta apparteneva alla famiglia degli Estensi del Ducato di Ferrara. Bernardino per discendenza dalle famiglie reali spagnole aveva tra i propri antenati gli Árpádi considerati tra i fondatori del Regno d'Ungheria.
Nel 1481, con Caterina Frangipani, si estinse la linea di Stefano II Frangipani bano di Croazia. La linea di Sigismondo Frangipani si estinse nel XVI secolo, precisamente nel 1542, con la morte di Francesco Frangipani vescovo di Eger. Un ulteriore ramo della famiglia si estinse nel 1572 con Francesco Frangipani bano di Croazia. Il ramo superstite dei Conti di Tersatto si è estinto nel 1671 con Francesco Cristoforo Frangipani e in linea femminile con Giuliana Frangipani contessa di Traù figlia di quest'ultimo. Oggi risulta ancora esistente un ramo della famiglia Frangipani (Frankopan) di Dalmazia-Croazia-Ungheria riconducibile alla famiglia Slavogost(i), ovverosia alle famiglie Slavogost (od) Possedaria, Subich di Bribir, Torquatovich, Corbavia, Gussich imparentate con i Frangipani (Frankopanovich) di Dalmazia Croazia, dapprima confluito per linea femminile nei conti Frangipani Gliubavaz Detrico e successivamente nella famiglia Damiani di Vergada Gliubavaz Frangipani Detrico.

### Personalità notevoli
Tra i più illustri esponenti della casata Frangipani di Croazia e Dalmazia si annoverano: Giovanni Frangipani bano del Regno di Croazia (1391-1394); Nicola I (1424-1484) il quale combatté i Turchi che avevano invaso la Stiria (1449) sposando la figlia di un Re di Bosnia; Stefano II proprietario della Carniola territorio ove batté persino moneta, espressione di massimo potere temporale; Bernardino, suo figlio (1453-1533), che si distinse nelle guerre contro i Turchi; Giovanni Francesco arcivescovo di Kalocsa (1541) inviato alla Dieta di Ratisbona per evitare la rottura tra cattolici e protestanti.
Speciale menzione tra gli appartenenti al casato Frangipani di Dalmazia-Croazia merita Guido Cristoforo (Wollf Cristoph) nato nel 1578 e deceduto nel 1652, figlio di Gaspare Frangipani Conte di Tersatto (Croazia), comandante in capo delle forze militari della Dalmazia-Croazia, capitano di Ogulin, sposato con Caterina Lenković, figlia di Ivan Lenković leader degli Uscocchi. Educato a Lubiana e in Italia iniziò la sua carriera militare come ufficiale stanziato presso i confini militari croati, divenendo successivamente comandante del castello di Tržan presso la contea di Modrussa (1612), capitano di Ogulin (1618) e aiutante colonnello di Senia (1620). Conosciuto per le sue doti militari in qualità di comandante del generalato di Karlovac, durante la sua reggenza vennero costruite molte fortezze, mentre diverse altre vennero ampliate. Morì nel 1652 e venne sepolto nella chiesa francescana di Tersatto, nei pressi della città di Fiume. Questi era il padre dell'eroe nazionale della Croazia Francesco Cristoforo Frangipani morto nel 1671 per aver cospirato contro l'Impero austro-ungarico.
Francesco Cristoforo Frangipani, marchese e patrizio romano coscritto per essere succeduto a Mario Frangipane di Roma, conte di Tersatto (cognome slavizzato nell'uso comune in Frana Krsto Frankopana o Fran Krsto Frankopan ma anagraficamente e originariamente Francesco Cristoforo Frangipani), nato a Bosiljevo il 4 marzo 1643, morto a Wiener Neustadt il 30 aprile 1671, ultimo discendente maschio del casato venne imprigionato e giustiziato il 30 aprile 1671 in base all'ordine personale dell'imperatore Leopoldo I d'Austria insieme ai conti Zriny e Nadasdi, per aver cospirato contro l'Impero austro-ungarico, divenendo così simbolo ed eroe nazionale della Croazia.
Sebbene Francesco Cristoforo Frangipani venga universalmente ricordato per la fallita cospirazione Zrinski-Frankopani, lo stesso viene considerato, oltre che come politico di rilievo, anche come valente scrittore e ottimo poeta barocco per il significativo contributo da questi apportato alla letteratura croata.

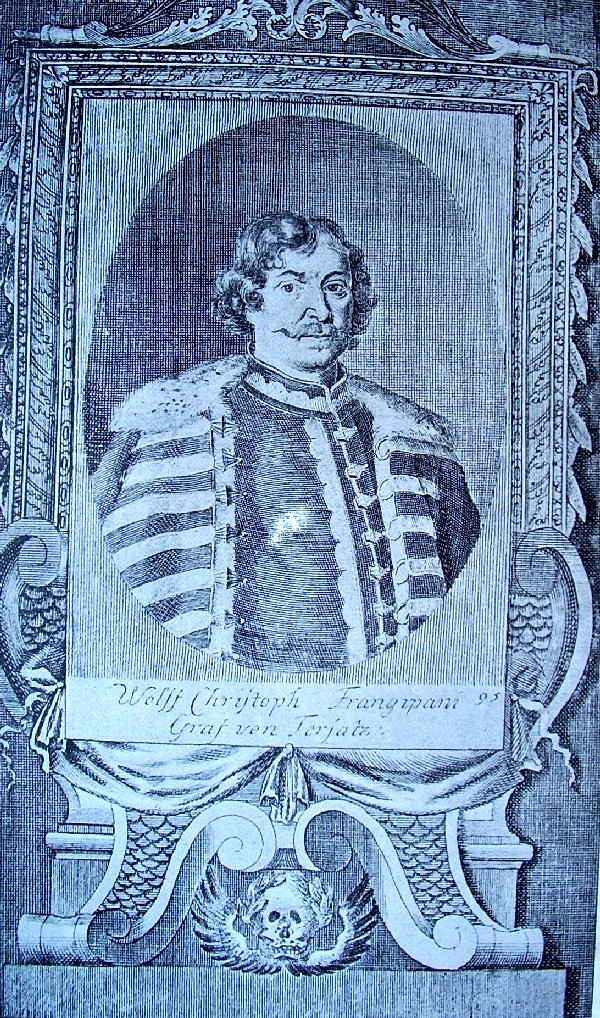
Guido Cristoforo Frangipani
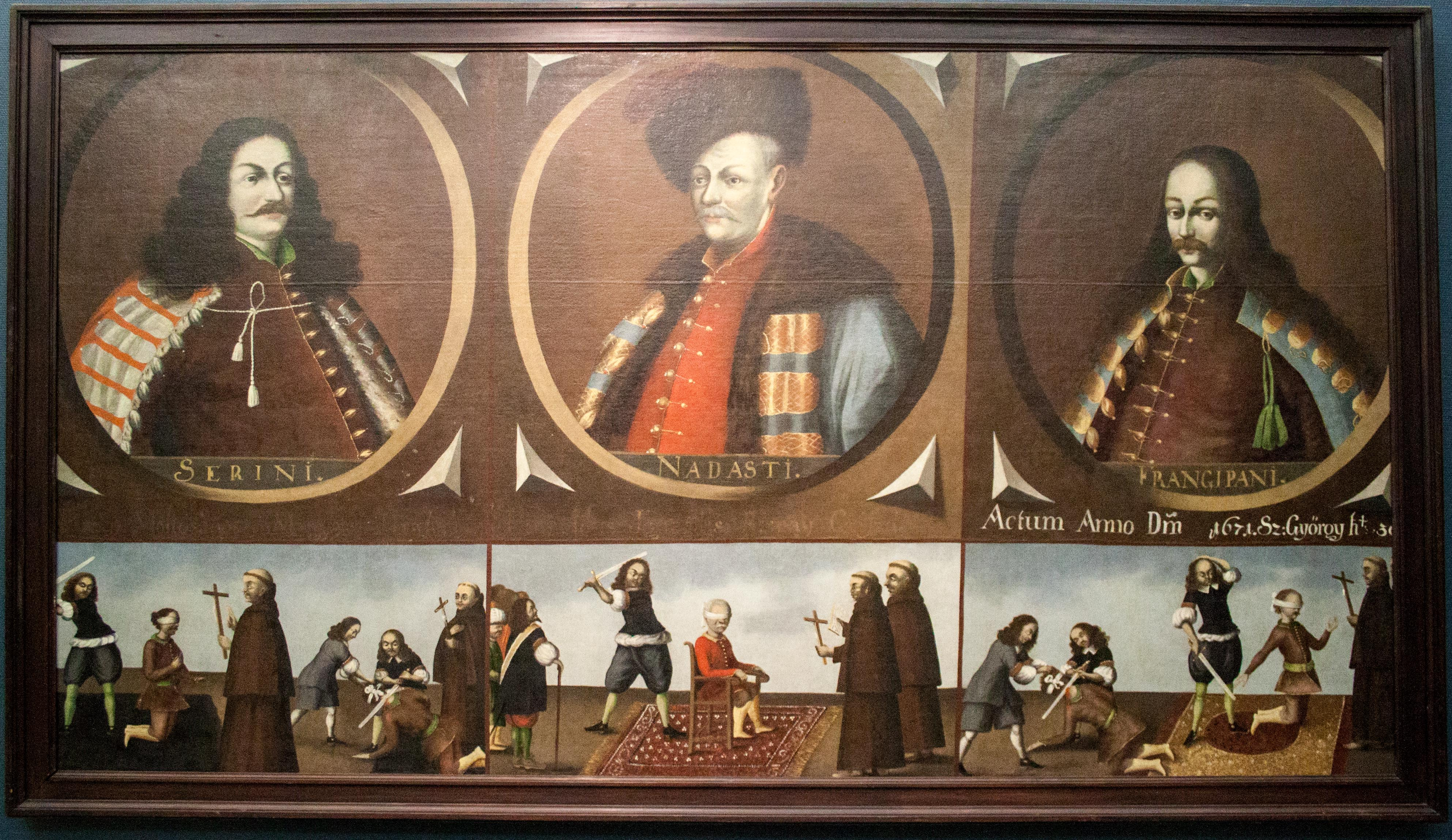
Esecuzione di Francesco Cristoforo Frangipani, Pietro Zrínyi e Francesco Nádasdy
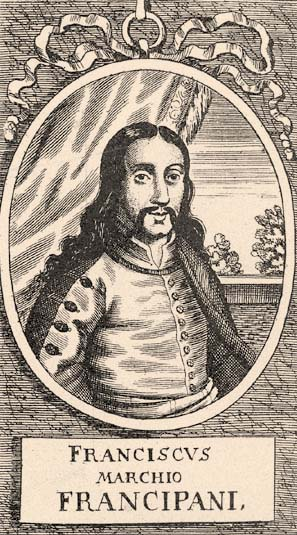
Frangipani Francesco Cristoforo